# 索科利夫卡 (博布羅維齊亞區)
50°33′0″N 31°21′49″E / 50.55000°N 31.36361°E
索科利夫卡（烏克蘭語：Соколівка），是烏克蘭北部的村莊，隸屬切爾尼希夫州的尼任區。該村始建於1916年，面積0.66平方公里，海拔高度121米，2006年人口168，人口密度每平方公里284人。